# Atletiek op de Olympische Zomerspelen 1920 – 200 meter mannen
Het onderdeel van de 200 meter bij de mannen maakte deel uit van het atletiekprogramma van de Olympische Zomerspelen van 1920 in de Belgische stad Antwerpen. Het onderdeel vond plaats op 19 en 20 augustus 1920 in het Olympisch Stadion en werd gewonnen door de Amerikaan Allen Woodring. Zijn landgenoot Charley Paddock won de zilveren medaille. Groot-Brittannië behaalde voor de tweede maal op rij het podium met de bronzen medaille van Harry Edward.
Er namen 48 atleten deel afkomstig uit 22 landen. Geen enkel land had meer dan 4 lopers, terwijl bij de vorige Spelen dat maximum nog op 12 deelnemers lag.

## Achtergrond
Het was de vijfde keer dat het onderdeel van de 200 m werd georganiseerd op de Olympische Spelen, nadat het in 1900 voor de eerste keer werd georganiseerd. Geen van de medaillewinnaars van Spelen van 1912 trad aan op de Spelen van 1920. Opmerkelijke deelnemers waren Charley Paddock uit de Verenigde Staten, de winnaar van het onderdeel op de Intergeallieerde Spelen van 1919 en favoriet voor de olympische titel, en Harry Edward uit Groot-Brittannië.
Tsjecho-Slowakije, Denemarken, Egypte, Estland, Luxemburg, Monaco, Nieuw-Zeeland, Spanje en Zwitserland waren voor het eerst vertegenwoordigd op dit onderdeel. De Verenigde Staten was het enige land dat op elk van de eerste vijf edities van dit onderdeel aantrad.

## Competitieformat
De competitie van dit onderdeel werd uitgebreid tot vier rondes: de reeksen, de kwarfinales, de halve finales en de finale. Er waren twaalf reeksen van elks drie tot vijf deelnemers. De beste twee van iedere reeks stootten door naar de kwartfinale. In de kwartfinales waren er vijf reeksen van vier of vijf deelnemers. Opnieuw stootten de twee beste deelnemers door naar de halve finales. In de halve finales waren er twee reeksen van telkens vijf deelnemers. De beste drie deelnemers traden aan in de finale, waaraan zes atleten deelnamen.
Het onderdeeld werd gelopen op een baan van 390 meter die zacht en nat was.

## Records
Dit waren de geldende wereld- en olympische records voorafgaand aan de Olympische Zomerspelen van 1920:
| Record           | Recordtijd | Recordhouder            | Plaats      | Datum            |
| ---------------- | ---------- | ----------------------- | ----------- | ---------------- |
| Wereldrecord     | 21,2 s.    | Willie Applegarth (GBR) | Londen      | 4 juli 1914      |
| Olympisch record | 21,6 s.    | Archie Hahn (USA)       | Saint Louis | 31 augustus 1904 |

## Tijdschema
| Datum                      | Uur         |                           |
| -------------------------- | ----------- | ------------------------- |
| donderdag 19 augustus 1920 | 14:00 16:00 | eerste ronde kwartfinales |
| vrijdag 20 augustus 1920   | 14:45 16:00 | halve finales finale      |

## Resultaten

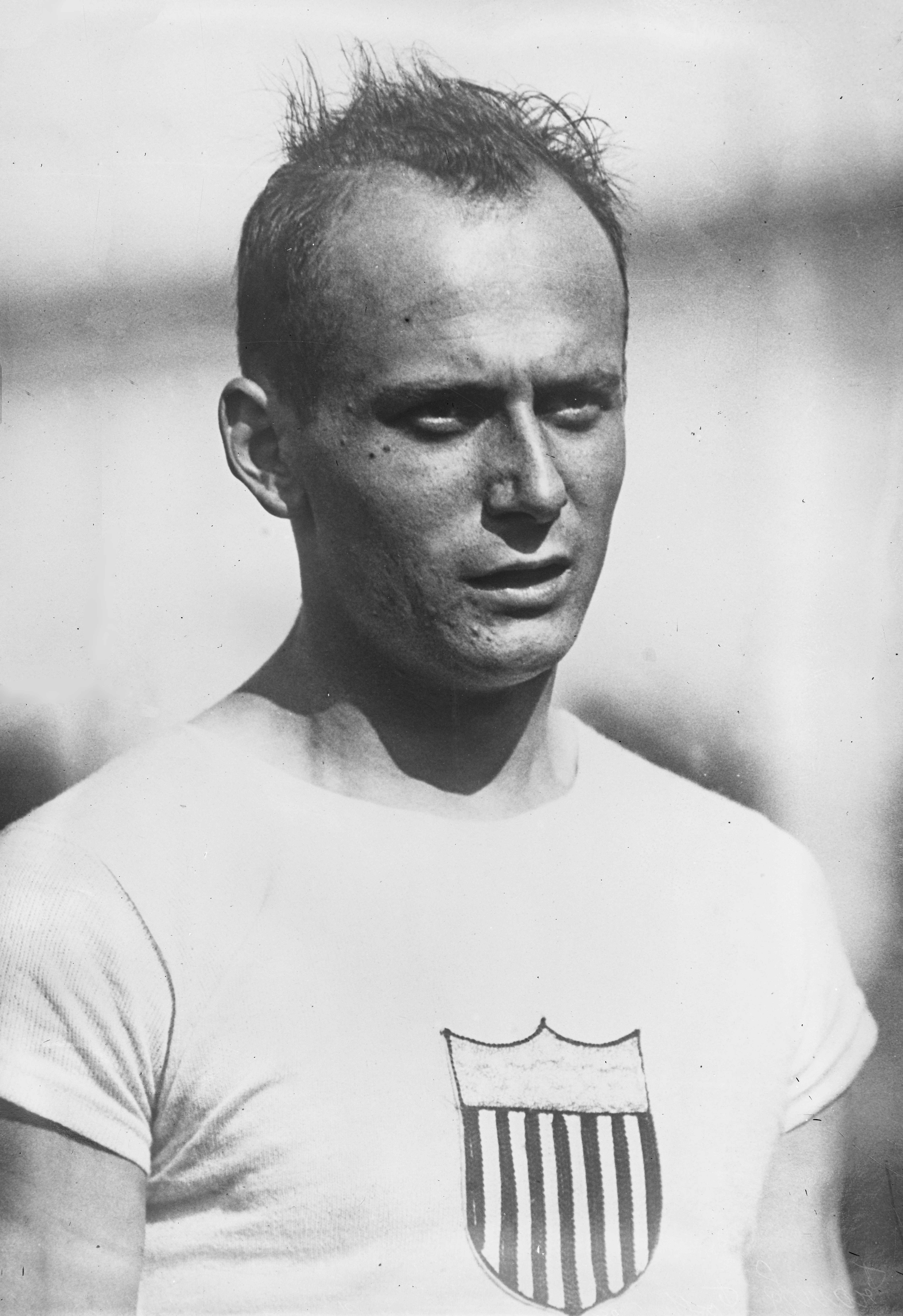
Allen Woodring in het Olympisch Stadion in Antwerpen.

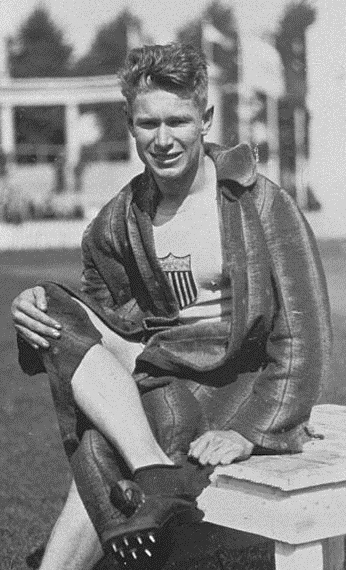
Charles Paddock in het Olympisch Stadion in Antwerpen.

### Eerste ronde

#### Reeks 1
| Positie | Deelnemer        | Land | Tijd | Notitie |
| ------- | ---------------- | ---- | ---- | ------- |
| 1       | René Tirard      | FRA  | 23,2 | Q       |
| 2       | Agne Holmström   | SWE  | 23,3 | Q       |
| 3       | Diego Ordóñez    | ESP  | 23,7 |         |
| 4       | Shinichi Yamaoka | JPN  | 23,9 |         |
| 5       | Bjarne Guldager  | NOR  |      |         |

#### Reeks 2
| Positie | Deelnemer         | Land | Tijd | Notitie |
| ------- | ----------------- | ---- | ---- | ------- |
| 1       | George Davidson   | NZL  | 22,6 | Q       |
| 2       | Alexander Ponton  | CAN  | 22,8 | Q       |
| 3       | Félix Mendizábal  | ESP  | 23,2 |         |
| 4       | Harry van Rappard | NED  | 23,7 |         |

#### Reeks 3
| Positie | Deelnemer     | Land | Tijd | Notitie |
| ------- | ------------- | ---- | ---- | ------- |
| 1       | Vojtěch Plzák | TCH  | 23,4 | Q       |
| 2       | William Hill  | GBR  | 23,8 | Q       |
| 3       | Marcel Gustin | BEL  | 24,3 |         |

#### Reeks 4
| Positie | Deelnemer                 | Land | Tijd | Notitie |
| ------- | ------------------------- | ---- | ---- | ------- |
| 1       | Paul Brochart             | BEL  | 23,2 | Q       |
| 2       | William Hunt              | AUS  | 23,5 | Q       |
| 3       | Giovanni-Battista Orlandi | ITA  | 23,8 |         |
| 4       | Paul Hammer               | LUX  | 24,0 |         |
| 5       | Federico Reparez          | ESP  |      |         |

#### Reeks 5
| Positie | Deelnemer       | Land | Tijd | Notitie |
| ------- | --------------- | ---- | ---- | ------- |
| 1       | Robert Caste    | FRA  | 23,0 | Q       |
| 2       | Harold Abrahams | GBR  | 23,3 | Q       |
| 3       | Willie Bukes    | RSA  | 23,4 |         |
| 4       | Rolf Stenersen  | NOR  | 23,8 |         |

#### Reeks 6
| Positie | Deelnemer       | Land | Tijd | Notitie |
| ------- | --------------- | ---- | ---- | ------- |
| 1       | Charley Paddock | USA  | 23,2 | Q       |
| 2       | August Sørensen | DEN  | 23,8 | Q       |
| 3       | Victor d'Arcy   | GBR  | 24,0 |         |
| 4       | Ahmed Khairy    | EGY  |      |         |

#### Reeks 7
| Positie | Deelnemer            | Land | Tijd | Notitie |
| ------- | -------------------- | ---- | ---- | ------- |
| 1       | Sven Krokström       | SWE  | 23,8 | Q       |
| 2       | Max Houben           | BEL  | 24,2 | Q       |
| 3       | Dimitrios Karambatis | GRE  | 24,2 |         |

#### Reeks 8
| Positie | Deelnemer       | Land | Tijd | Notitie |
| ------- | --------------- | ---- | ---- | ------- |
| 1       | Loren Murchison | USA  | 23,2 | Q       |
| 2       | Nils Sandström  | SWE  | 23,6 | Q       |
| 3       | Carlos Pajarón  | ESP  | 24,2 |         |
| 4       | August Waibel   | SUI  |      |         |

#### Reeks 9
| Positie | Deelnemer      | Land | Tijd | Notitie |
| ------- | -------------- | ---- | ---- | ------- |
| 1       | Allen Woodring | USA  | 22,8 | Q       |
| 2       | Cor Wezepoel   | NED  | 23,3 | Q       |
| 3       | Francis Irvine | RSA  | 23,3 |         |
| 4       | Ichiro Kaga    | JPN  |      |         |
| 5       | Edmond Médécin | MON  |      |         |

#### Reeks 10
| Positie | Deelnemer         | Land | Tijd | Notitie |
| ------- | ----------------- | ---- | ---- | ------- |
| 1       | Harry Edward      | GBR  | 22,8 | Q       |
| 2       | Jack Oosterlaak   | RSA  | 23,2 | Q       |
| 3       | Sven Malm         | SWE  | 23,3 |         |
| 4       | Mario Riccobono   | ITA  |      |         |
| 5       | Reinhold Saulmann | EST  | 25,4 |         |

#### Reeks 11
| Positie | Deelnemer         | Land | Tijd | Notitie |
| ------- | ----------------- | ---- | ---- | ------- |
| 1       | René Lorain       | FRA  | 25,0 | Q       |
| 2       | Albert Heijnneman | NED  | 25,4 | Q       |
| 3       | Cyril Coaffee     | CAN  |      |         |

#### Reeks 12
| Positie | Deelnemer        | Land | Tijd | Notitie |
| ------- | ---------------- | ---- | ---- | ------- |
| 1       | Morris Kirksey   | USA  | 23,4 | Q       |
| 2       | Josef Imbach     | SUI  | 23,5 | Q       |
| 3       | Jean-René Seurin | FRA  | 23,6 |         |

### Kwartfinales

#### Reeks 1
| Positie | Deelnemer       | Land | Tijd | Notitie |
| ------- | --------------- | ---- | ---- | ------- |
| 1       | Loren Murchison | USA  | 22,8 | Q       |
| 2       | Josef Imbach    | SUI  | 23,1 | Q       |
| 3       | René Tirard     | FRA  | 23,2 |         |
| 4       | August Sørensen | DEN  |      |         |

#### Reeks 2
| Positie | Deelnemer      | Land | Tijd | Notitie |
| ------- | -------------- | ---- | ---- | ------- |
| 1       | Harry Edward   | GBR  | 22,0 | Q       |
| 2       | Allen Woodring | USA  | 22,1 | Q       |
| 3       | Robert Caste   | FRA  | 22,2 |         |
| 4       | William Hunt   | AUS  | 22,4 |         |
| 5       | Agne Holmström | SWE  | 22,5 |         |

#### Reeks 3
| Positie | Deelnemer       | Land | Tijd | Notitie |
| ------- | --------------- | ---- | ---- | ------- |
| 1       | George Davidson | NZL  | 22,8 | Q       |
| 2       | Charley Paddock | USA  | 22,9 | Q       |
| 3       | René Lorain     | FRA  | 23,0 |         |
| 4       | Nils Sandström  | SWE  | 23,3 |         |
| 5       | Max Houben      | BEL  |      |         |

#### Reeks 4
| Positie | Deelnemer        | Land | Tijd | Notitie |
| ------- | ---------------- | ---- | ---- | ------- |
| 1       | Morris Kirksey   | USA  | 22,6 | Q       |
| 2       | Alexander Ponton | CAN  | 22,7 | Q       |
| 3       | Harold Abrahams  | GBR  | 23,0 |         |
| 4       | Vojtěch Plzák    | TCH  | 23,1 |         |
| 5       | Cor Wezepoel     | NED  | 23,3 |         |

#### Reeks 5
| Positie | Deelnemer         | Land | Tijd | Notitie |
| ------- | ----------------- | ---- | ---- | ------- |
| 1       | Jack Oosterlaak   | RSA  | 23,0 | Q       |
| 2       | Paul Brochart     | BEL  | 23,2 | Q       |
| 3       | William Hill      | GBR  | 23,2 |         |
| 4       | Sven Krokström    | SWE  | 23,3 |         |
| —       | Albert Heijnneman | NED  | DNF  |         |

### Halve finales

#### Reeks 1
| Positie | Deelnemer       | Land | Tijd | Notitie |
| ------- | --------------- | ---- | ---- | ------- |
| 1       | Loren Murchison | USA  | 22,4 | Q       |
| 2       | Harry Edward    | GBR  | 22,5 | Q       |
| 3       | George Davidson | NZL  | 22.5 | Q       |
| 4       | Morris Kirksey  | USA  | 22,5 |         |
| —       | Paul Brochert   | BEL  | DNS  |         |

#### Reeks 2
| Positie | Deelnemer        | Land | Tijd | Notitie |
| ------- | ---------------- | ---- | ---- | ------- |
| 1       | Allen Woodring   | USA  | 22,4 | Q       |
| 2       | Charley Paddock  | USA  | 22,5 | Q       |
| 3       | Jack Oosterlaak  | RSA  | 22,7 | Q       |
| 4       | Alexandre Penton | CAN  | 22,9 |         |
| —       | Josef Imbach     | SUI  | DNF  |         |

### Finale
| Positie | Baan | Deelnemer       | Land | Tijd |
| ------- | ---- | --------------- | ---- | ---- |
| Goud    | 3    | Allen Woodring  | USA  | 22,0 |
| Zilver  | 4    | Charley Paddock | USA  | 22,0 |
| Brons   | 5    | Harry Edward    | GBR  | 22,2 |
| 4       | 6    | Loren Murchison | USA  | 22,2 |
| 5       | 1    | George Davidson | NZL  | 22,3 |
| 6       | 2    | Jack Oosterlaak | RSA  | 22,3 |

1900: John Tewksbury ·
1904: Archie Hahn ·
1908: Bobby Kerr ·
1912: Ralph Craig ·
1920: Allen Woodring ·
1924: Jackson Scholz ·
1928: Percy Williams ·
1932: Eddie Tolan ·
1936: Jesse Owens ·
1948: Mel Patton ·
1952: Andy Stanfield ·
1956: Bobby Morrow ·
1960: Livio Berruti ·
1964: Henry Carr ·
1968: Tommie Smith ·
1972: Valeri Borzov ·
1976: Don Quarrie ·
1980: Pietro Mennea ·
1984: Carl Lewis ·
1988: Joe DeLoach ·
1992: Mike Marsh ·
1996: Michael Johnson ·
2000: Konstantinos Kenteris ·
2004: Shawn Crawford ·
2008: Usain Bolt ·
2012: Usain Bolt ·
2016: Usain Bolt ·
2020: Andre De Grasse ·
2024: Letsile Tebogo